# Guardia Nacional (Nicaragua)
Guardia Nacional de Nicaragua (GN). Se conoce como Guardia Nacional (en Nicaragua) a un cuerpo militar que se mantuvo en funciones desde principios de la década de 1930 hasta 1979, año en que fue desarticulada con la caída de la dictadura de Anastasio Somoza Debayle, después del triunfo de la Revolución Sandinista el 19 de julio de 1979.

## Origen
Es sucesora inmediata de la llamada "Constabularia" (1925-1927) con funciones de policía urbana, rural y judicial que fuera creada y dirigida por los marines estadounidenses durante la segunda intervención militar de los Estados Unidos en Nicaragua, que inició en 1926 y finalizó en 1933 con el retiro de las últimas tropas de la Infantería de Marina de los Estados Unidos. 
El primer mando de la Constabularia estaba conformado por el Mayor Carter, el Mayor L.F. Schoerder y el Mayor Daniel Rodríguez. Las instalaciones que ocuparon fueron el Campo de Marte y la parte norte de la Loma de Tiscapa, estructurándose en diez compañías con un total de 200 reclutas.
Así en el país coexistieron dos fuerzas militares, ya que la Constabularia no sustituyó al llamado "Ejército Regular de la Segunda República Conservadora", pero se encargó de la Guardia de Honor Presidencial y misiones de patrullaje en Managua. El Ejército Regular era una pequeña fuerza de origen conservador, con oficiales y tropa al mando del General Emiliano Chamorro.
La Guardia Nacional nació del Pacto del Espino Negro del 4 de mayo de 1927 donde se estableció la formación de una institución armada apolítica, apartidista y profesional, pero los políticos nicaragüenses, la convirtieron en una entidad subordinada al partido en el poder. 

## Funciones
Mientras estuvo activa, la Guardia Nacional, era la responsable no solo de la seguridad nacional, sino también del orden público, es decir, era a la vez Ejército y Policía en sus funciones, razón por la cual su influencia y poderío en la sociedad nicaragüense era enorme. 
Sus miembros activos no tenían derecho al voto, debido a las Constituciones de Nicaragua, de 1939, 1948, 1950 y 1974. En su composición máxima llegó a tener 8.000 hombres aunque para 1977 estaba reducida a 4.800 en total.

## Etapas
La primera etapa de 1927 a 1933 con el mando de los oficiales estadounidenses, siendo "entregada" poco a poco a militares nicaragüenses hasta su constitución oficial con la salida de las tropas norteamericanas en 1933.
En el gobierno de Juan Bautista Sacasa (1933-1936), el entonces General de Brigada (Inf) GN Anastasio Somoza García recibió como primer nicaragüense el mando de la Guardia Nacional de Nicaragua y el Coronel (Inf) GN Gustavo Abaunza fue nombrado Jefe del Estado Mayor, dando inicio a la segunda etapa de 1933 a 1956 con la hegemonía del General Somoza García, despojándola de su institucionalidad para convertirla en una organización sumisa y basada en fidelidades personales y conveniencias económicas de sus oficiales. Sin embargo, en los años de 1940-1955, con la coyuntura de la Segunda Guerra Mundial, la Guardia Nacional se fortaleció con técnica y armamento, llegando a ser el ejército en Centroamérica que recibió mayor preparación brindada por los Estados Unidos.

### La rebelión del 4 de abril de 1954
El 4 de abril de 1954, un Domingo de Resurrección, un grupo de exoficiales de la Guardia Nacional y algunos civiles planearon un complot y decidieron hacer una emboscada a Somoza García ese mismo día en la Carretera Panamericana, en el departamento de Carazo. Sin embargo, el plan fracasó por tres motivos: primero, porque Somoza García iba a recibir unos caballos enviados desde Argentina que le regaló el presidente de ese país, Juan Domingo Perón; segundo, porque uno de los confabulados delató a sus camaradas y tercero, por falta de coordinación entre ellos. Varios de los involucrados fueron capturados, entre los que se encontraban Luis Felipe y Adolfo Báez Bone, Rafael Chosieul Praslin, Pablo Leal Rodríguez (padre del futuro canciller en el gobierno de Enrique Bolaños Geyer, 2002-2007, Ernesto Leal Sánchez), Agustín Alfaro, Luis Felipe Gaboardi, Optaciano Morazán, etcétera. Varios de estos fueron asesinados en la zona de Cuatro Esquinas, cerca de Jinotepe, la cabecera de Carazo, o capturados posteriormente en los cafetales caraceños.
El poder la GN se amplió hasta abarcar el control de las aduanas, migración, las telecomunicaciones, las instalaciones portuarias, sistema carcelario, la marina mercante, la aviación civil y el control de la información escrita, radial y televisiva.
A excepción de escaramuzas de menor importancia, como la disputa fronteriza con Honduras en mayo de 1957, en el popularmente conocido mocoronazo de Luis Somoza Debayle, la Guardia Nacional no estuvo involucrada en mayores conflictos bélicos a excepción en 1961 en apoyo de disidentes cubanos y envíos de tropas a República Dominicana.

### La GN en los 1960 y 1970
En la década de los años 1960 la GN enfrentó a la guerrilla marxista del Frente Sandinista de Liberación Nacional (FSLN) fundada en 1961 por Carlos Fonseca Amador, hijo de don Fausto Amador (administrador de los bienes de la familia Somoza) y de doña Agustina Fonseca; esto sucedió siendo Presidente de la República Luis Somoza Debayle. 
El FSLN se fundó originalmente como Frente de Liberación Nacional (FLN) y dos años después, en 1963, adoptó el nombre Sandinista inspirándose en las doctrinas de Sandino. Los guerrilleros asaltaban los bancos llevándose varias cantidades de dinero en córdobas para financiar sus acciones; dichos asaltos eran conocidos como “acción de recuperación”.
Los guardias combatieron contra los guerrilleros, como por ejemplo, el tiroteo acaecido el 15 de julio de 1969 en el barrio "Maldito" de Managua, en la casa de seguridad en donde fue detectado Julio Buitrago Urroz, mítico guerrillero llamado "Padre de la Resistencia Urbana", ubicada de las Delicias del Volga, 1 cuadra al norte (lago), y 1 cuadra al este (arriba), al final del cual murió baleado al salir de la misma, después de varias horas de resistir a la Guardia Nacional con un subfusil Uzi israelí de 9 mm. La casa también fue atacada por un tanque Sherman y una avioneta artillada, este suceso fue transmitido en vivo y directo por el Canal 6 la televisión nacional, lo cual sirvió para dotar a los muchachos sandinistas con un halo de invencibilidad ante los ojos del pueblo nicaragüense. Ese mismo día en una casa del barrio de "Santo Domingo" caen combatiendo los guerrilleros sandinistas Alesio Blandón, Marcos Antonio Rivera y Aníbal Castrillo, resistieron en combate hasta las 10 de la noche.
Otro combate ocurrió el 15 de enero de 1970, en el barrio de "Santo Domingo" en la ciudad de Managua, cuando tres jóvenes guerrilleros del FSLN, entre ellos el poeta Leonel Rugama, resistieron hasta morir.

### Terremoto de Managua de 1972
El 23 de diciembre de 1972, cuando un terremoto destruyó la capital Managua, se decretó la ley marcial para que la Guardia restableciera el orden público y controlara el pillaje; patrulló las calles capitalinas, varios saqueadores fueron detenidos y algunos fusilados (tal como su Jefe Director el general Anastasio Somoza Debayle lo admitió públicamente). No obstante se dieron actos de corrupción en algunos miembros de la GN cuando estos saquearon tiendas dañadas por el sismo. Más adelante en 1974, mediante un convenio con el gobierno de Israel, la GN adquirió fusiles de asalto GALIL, subfusiles Uzi, cascos de kevlar, aviones push and pull, etcétera.
La tercera etapa de 1956 a 1974, cuando asumió el mando el entonces Coronel (Inf) GN Anastasio Somoza Debayle, se caracterizó por el desarrollo de un proceso de mayor descomposición interna y una relegación del aspecto táctico militar y de disposición combativa que la convirtió en un ejército familiar que respondía a la dictadura somocista. Empero, en los años 60, se fortaleció militarmente con técnica, armamento y preparación académica de sus miembros nuevos quienes tenían escasas oportunidades de ascender en el escalafón militar debido a la presencia de veteranos en los altos cargos. 

### La toma de la casa de José María Castillo Quant
El 1 de diciembre de 1974 Anastasio Somoza Debayle tomó posesión de su segundo periodo de gobierno en el Teatro Nacional Rubén Darío, debido a las actividades del FSLN. Pocas semanas después, cerca de las 11 de la noche del 27 de diciembre del mismo año un comando del FSLN al mando del comandante Eduardo Contreras, asaltó la casa del doctor José María Castillo Quant, ministro de Agricultura y Ganadería, ubicada en el barrio de Colonial los Robles, en Managua. De los 13 miembros del comando, siete están vivos: Leticia Herrera, Olga Avilés, Eleonora Rocha, Hugo Torres. Tres de ellos han sido jefes del Ejército: Joaquín Cuadra (1995-2000), Javier Carrión (2000-2005) y Omar Halleslevens (2005-2011). Fallecidos: Eduardo Contreras, Germán Pomares, Róger Deshon, Alberto Ríos, Félix Pedro Picado e Hilario Sánchez. El asalto se dio después de que salieron de la casa (donde se celebraba una fiesta) el Embajador de los Estados Unidos Turner Shelton y el general José R. Somoza (hermano de Somoza por parte de padre) quienes tenían guardaespaldas. Allí fueron tomados como rehenes varios miembros del gabinete gubernamental, entre ellos el doctor Guillermo Sevilla Sacasa (Embajador de Nicaragua en Estados Unidos), cuñado de Somoza y esposo de su hermana Lillian Somoza Debayle. Castillo Quant fue el único muerto en el operativo por un disparo que le hizo Cuadra al querer resistirse a la toma de su casa y el comando exigió la liberación de 8 reos sandinistas (entre ellos el actual presidente de la nación Daniel Ortega Saavedra), medio millón de dólares y un avión con algunos rehenes para ir a Cuba tres días después, lo que se logró con la mediación de Monseñor Miguel Obando y Bravo, Arzobispo de Managua. Los miembros de la GN hicieron intentos de recuperar la casa, pero no lo hicieron ante la amenaza de los guerrilleros de matar a los rehenes.
Esto hizo que Somoza implantara el estado de sitio y la censura de prensa desde ese día, por 33 meses hasta el 19 de septiembre de 1977, contra los medios de comunicación opositores, incluyendo al diario La Prensa. Al iniciarse el año siguiente la Guardia Nacional alcanzaba los 7.100 a 7.500 efectivos (incluyendo 2.000 miembros de fuerzas especiales contrainsurgentes) frente a los 15.000 miembros del FSLN (2.000 combatientes regulares, 3.000 milicianos a tiempo completo y 10.000 a tiempo parcial).
La última etapa de 1975 a 1979 inició con el Mayor General (Inf) GN José Rodríguez Somoza como Jefe Director Interino que compartía el mando con el entonces Capitán (Inf) GN Anastasio Somoza Portocarrero, comandante de la "Escuela de Entrenamiento Básico de Infantería" (EEBI) fundada en 1977, tal como lo señala el ex Mayor (Inf) GN Justiniano Pérez en su libro "Semper Fidelis: El Secuestro de la Guardia Nacional de Nicaragua". Esta situación del mando militar compartido originó contradicciones a lo interno, al enfrentarse las concepciones tácticas y operativas atrasadas que se mantenían como parte de la visión que había proliferado en los oficiales antiguos afines a la línea del Mayor General Rodríguez Somoza y las nuevas ideas del Capitán Somoza Portocarrero con respecto a la renovación de la institución castrense, con base al adiestramiento y a la formación de tropas especiales para el combate contrainsurgente.
En 1978 la Guardia Nacional tenía una fuerza de élite llamada "Escuela de Entrenamiento Básico de Infantería" (EEBI) con instructores estadounidenses que fueron un dolor de cabeza para los guerrilleros sandinistas y las "Brigadas Especiales Contra Ataques Terroristas" (BECAT) que fueron relegadas a patrullajes y protección y la Guardia Presidencial donde estaban los mejores elementos que era la primera fuerza de élite en manera de seguridad personal del Presidente que no llegaron a ser catalogados como fuerzas especiales sino grupos de élite (exceptuando la EEBI que casi llegó a tal comparación) no por entrenamiento y capacidad sino en jerarquía de mando por su cercanía al gabinete de gobierno.

### Toma del Palacio Nacional
El 22 de agosto de 1978 un comando de 25 miembros del FSLN, al mando de Edén Pastora Gómez (Comandante Cero), asaltó el Palacio Nacional (hoy Palacio de la Cultura, que era la sede del Congreso Nacional, el Tribunal de Cuentas y los Ministerios de Gobernación y de Hacienda y Crédito Público). Para ello los integrantes fueron disfrazados con los uniformes de la EEBI y desarmaron a los guardias de las entradas este y oeste del edificio, lo que era normal cuando el presidente Somoza visitaba un edificio, diciendo que venía “el hombre” (Tacho). Entre los rehenes estaban su primo Luis Pallais Debayle, Presidente de la Cámara de Diputados, y su sobrino carnal el diputado José Somoza Abrego (hijo de su hermano José R. Somoza). El comando exigió la liberación de varios guerrilleros presos (entre ellos Tomás Borge), medio millón de dólares y 2 aviones para viajar a Panamá y Venezuela junto con algunos rehenes y Monseñor Obando (llamado despectivamente por Tacho como Comandante Miguel). Dos días después se cumplieron sus exigencias, pues Tacho no quiso recuperar el Palacio por temor a una masacre de los rehenes y de que los guerrilleros mataran a su primo y sobrino. El mismo día de la toma, pocos minutos de que el comando entrara allí, un grupo de la EEBI quiso recuperar a balazos el edificio, pero ante la amenaza de matar a los rehenes se retiraron.

## Academia Militar de Nicaragua
La Academia Militar de Nicaragua (AMN) fue creada mediante el Decreto Legislativo n.º 35 del 9 de noviembre de 1939, fue la escuela encargada de la formación profesional de los oficiales.
Sus primeros directores fueron oficiales del Ejército de los Estados Unidos, todos ellos graduados de la Academia Militar de West Point. Ellos fueron:
- Charles L. Mullins, General de Brigada (1939-1942)
- Fred T. Cruse, General de Brigada (1942-1943)
- Le Roy Bartlet, General de Brigada (1943-1946)
- John F. Greco, General de Brigada (1947-1947)

El primer subdirector y comandante de cadetes fue el coronel (Inf) GN Julio D'Arbelles (1940-1948), héroe del Ejército Francés durante la Primera Guerra Mundial residente en Nicaragua. Las cuatro primeras promociones de la AMN egresaron bajo las administraciones de directores estadounidenses graduados de West Point.
El primer nicaragüense en ser nombrado director de Academia Militar fue el entonces coronel Anastasio Somoza Debayle. 
El primer subdirector y director en funciones exalumno de dicha escuela fue el mayor (Inf) GN Toribio Augusto Ruiz Palacio (1962-1963) graduado en la Segunda Promoción de la AMN 1944 (Promoción Roosevelt) quien fue uno de los oficiales más respetados de la Guardia Nacional de Nicaragua. 
La Academia Militar alcanzó notable relevancia y prestigio en América Latina por su programa de estudios en la preparación militar, graduando 34 promociones con 789 oficiales, llegando a formar a oficiales de diversos países latinoamericanos, entre ellos panameños, guatemaltecos, hondureños y haitianos algunos de los cuales alcanzarían puestos relevantes, tales como el general Rubén Darío Paredes que luego sería jefe de las Fuerzas Armadas de la República de Panamá.

## Armamento
Para 1928 usaba como arma oficial el fusil de cerrojo Springfield M1903 estadounidense de calibre 7,62 mm (30) (junto con la pistola semiautomática Colt M1911 de calibre 11,43 mm (45), seguido por el fusil automático Browning del mismo calibre (7,62 mm) y el subfusil Thompson de calibre 11,43 mm (45). Estas dos últimas armas son mencionadas por el doctor Pedro Joaquín Chamorro Cardenal en su libro testimonial Estirpe sangrienta Los Somoza (1958), en el capítulo 26 “La cuna del poder”. 
A mediados de los años 1930 la GN apenas contaba con 3.000 efectivos.
Con unos fusiles Springfield y subfusiles Thompson fueron asesinados el General Augusto César Sandino y sus generales Juan Pablo Umanzor y Francisco Estrada la noche del 21 de febrero de 1934 en las afueras de Managua, donde hoy es el barrio Larreynaga.
Después de la Segunda Guerra Mundial, la GN adoptó el fusil semiautomático M1 Garand de 7,62 mm (.30), con el cual fueron ejecutados los rebeldes del 4 de abril de 1954, los estudiantes universitarios de una protesta en la ciudad de León el 23 de julio de 1959 y los guerrilleros del Frente Sandinista de Liberación Nacional (FSLN) en los años 1960. En esta época también fueron adoptadas las ametralladoras pesadas Browning M2 de calibre 12,7 mm (50) y ametralladoras medias Browning M1919A4 de 7,62 mm.
La GN se modernizó en 1974, cuando se comenzó la importación de fusiles IMI Galil, que es un fusil que dispara por debajo del agua y supera en capacidad de fuego al AK-47 y el M16, lanzagranadas M79 y lanzacohetes de un solo uso M72 LAW, ametralladoras de propósito general M60 y FN MAG de 7,62 mm, subfusiles Uzi de 9 mm y morteros de 81 mm. En lo que se refiere a la artillería, la Guardia Nacional empleó cañones de 120 mm.
Entre 1949 y 1976 fueron entrenados directamente por oficiales estadounidenses 4.897 guardias nacionales.

## Acusaciones
Durante toda su actividad, la Guardia Nacional fue acusada tanto dentro, como fuera de Nicaragua de gran cantidad y variedad de crímenes, sobre todo, abuso de poder, asesinato y parcialidad al servicio de los intereses de la familia Somoza y sus allegados.

## Legado
Luego del triunfo de la Revolución Sandinista el 19 de julio de 1979 y de la completa desarticulación del cuerpo, la mayoría de los altos cargos de la Guardia Nacional, leales a Somoza, se refugiaron en Miami, los menores en rango algunos decidieron por países vecinos, sobre todo en Honduras y Costa Rica, desde donde, con el apoyo de los Estados Unidos idearon, organizaron y crearon la llamada "contra" (contrarrevolución). Uno de ellos fue el Coronel Enrique Bermúdez Varela (Comandante 380), fundador de la Resistencia Nicaragüense. La Resistencia Nicaragüense llegó a contar con una fuerza militar de 15 mil combatientes, siendo la mayor parte campesinos cuyas tierras fueron expropiadas por autoridades sandinistas. La guerra entre la Resistencia y el EPS (Ejército Popular Sandinista) duró desde 1980 a 1989, año en que mediante pláticas de paz (Esquipulas, Guatemala) se inició la desmovilización masiva de las fuerzas en conflicto, creándose el nuevo Ejército Nacional de Nicaragua. Después de nueve años de conflicto se evidenció la imposibilidad de una victoria militar de los bandos en conflicto lo que apresuró la solución política del conflicto que costó a Nicaragua 65 mil vidas humanas y la destrucción de la infraestructura productiva.